# Nazerath
Nazerath (o Nazareth) è una suddivisione dell'India, classificata come town panchayat, di 16.943 abitanti, situata nel distretto di Thoothukudi, nello stato federato del Tamil Nadu. In base al numero di abitanti la città rientra nella classe IV (da 10.000 a 19.999 persone).

## Geografia fisica
La città è situata a 8° 34' 0 N e 77° 58' 60 E e ha un'altitudine di 20 m s.l.m..

## Società

### Evoluzione demografica
Al censimento del 2001 la popolazione di Nazerath assommava a 16.943 persone, delle quali 8.206 maschi e 8.737 femmine. I bambini di età inferiore o uguale ai sei anni assommavano a 1.613, dei quali 842 maschi e 771 femmine. Infine, coloro che erano in grado di saper almeno leggere e scrivere erano 14.189, dei quali 6.962 maschi e 7.227 femmine.